# Surprise Moriri
Surprise Moriri (Matibidi, Mpumalanga, Sudáfrica, 20 de marzo de 1980) es un exfutbolista sudafricano. Jugaba de mediocampista ofensivo o delantero y su último equipo fue el Highlands Park FC de la Premier Soccer League de Sudáfrica. Además, fue internacional con la selección de fútbol de Sudáfrica.

## Trayectoria
Uno de los máximos logros de Moriri fue ser escogido como Jugador de la temporada de la PSL 2005/06. Se desempeña como volante ofensivo o como segundo delantero. También puede desenvolverse en el lado derecho del mediocampo. Tras desligarse del Silver Stars, se unió al Mamelodi Sundowns FC, equipo con el cual anotó 12 goles y logró la Liga 2005/06.
En la temporada 2006–07 logró 11 goles en la liga y 3 en la Liga de Campeones de la CAF. La siguiente temporada sólo anotó tres goles en la liga, pero anotó dos en la Copa de Sudáfrica, uno en el MTN 8, otro en el Telkom Knockout y cuatro en la Liga de Campeones: un total de once goles.
El 18 de junio de 2007, Sundowns disputó un amistoso con el FC Barcelona en Sudáfrica. Moriri anotó el 1–0 al minuto y medio de iniciado el partido. Luego de varias ocasiones falladas por parte de ambos equipos, Barcelona ganó el encuentro 2-1 con tantos de Santiago Ezquerro y de Marc Crosas Luque.

## Selección nacional
Moriri debutó con la selección de fútbol de Sudáfrica en un encuentro amistoso ante Lesotho disputado el 8 de octubre de 2003. Lleva 34 partidos internacional y ha anotado 5 goles.
Anotó su primer tanto en la victoria por 3–0 ante Chad en la etapa clasificatoria a la Copa Africana de Naciones. Fue parte del combinado nacional en la Copa Africana de Naciones 2008 y en la Copa Mundial de Fútbol de 2010.
Si bien no jugó ante México, sustituyó a Reneilwe Letsholonyane en el minuto 57 ante Uruguay.

### Participaciones en Copas del Mundo
| Mundial                        | Sede      | Resultado    | Partidos | Goles |
| ------------------------------ | --------- | ------------ | -------- | ----- |
| Copa Mundial de Fútbol de 2010 | Sudáfrica | Primera fase | 1        | 0     |

### Participaciones en Copas Africanas
| Copa                           | Sede  | Resultado    | Partidos | Goles |
| ------------------------------ | ----- | ------------ | -------- | ----- |
| Copa Africana de Naciones 2008 | Ghana | Primera fase | 2        | 0     |

## Clubes
| Club              | País      | Año         |
| ----------------- | --------- | ----------- |
| Silver Stars      | Sudáfrica | 2002 - 2004 |
| Mamelodi Sundowns | Sudáfrica | 2004 - 2016 |
| Highlands Park FC | Sudáfrica | 2016 - 2017 |

## Palmarés

### Campeonatos nacionales
| Título                | Club              | País      | Año  |
| --------------------- | ----------------- | --------- | ---- |
| Telkom Charity Cup    | Mamelodi Sundowns | Sudáfrica | 2004 |
| Telkom Charity Cup    | Mamelodi Sundowns | Sudáfrica | 2005 |
| Telkom Charity Cup    | Mamelodi Sundowns | Sudáfrica | 2006 |
| Premier Soccer League | Mamelodi Sundowns | Sudáfrica | 2006 |
| Premier Soccer League | Mamelodi Sundowns | Sudáfrica | 2007 |
| MTN 8                 | Mamelodi Sundowns | Sudáfrica | 2007 |
| Copa de Sudáfrica     | Mamelodi Sundowns | Sudáfrica | 2008 |
| Premier Soccer League | Mamelodi Sundowns | Sudáfrica | 2013 |
| Premier Soccer League | Mamelodi Sundowns | Sudáfrica | 2015 |

### Campeonatos internacionales
| Título               | Club              | País      | Año  |
| -------------------- | ----------------- | --------- | ---- |
| CAF Champions League | Mamelodi Sundowns | Sudáfrica | 2016 |

### Distinciones individuales
| Distinción                                     | Año  |
| ---------------------------------------------- | ---- |
| Jugador de la temporada de la PSL              | 2006 |
| Jugador de jugadores de la temporada de la PSL | 2006 |